# إلسا تريوليت
إلسا تريوليت (بالفرنسية: Elsa Triolet) (24 سبتمبر 1896 - 16 يونيو 1970) كاتبة روسية فرنسية حازت على جائزة غونكور عام 1944.

## روابط خارجية
- إلسا تريوليت على موقع IMDb (الإنجليزية)
- إلسا تريوليت على موقع ميوزك برينز (الإنجليزية)
- إلسا تريوليت على موقع ديسكوغز (الإنجليزية)
- إلسا تريوليت على موقع قاعدة بيانات الفيلم (الإنجليزية)